# Gyermekbénulás elleni védőoltás
A gyermekbénulás elleni védőoltás olyan vakcina, melyet a járványos gyermekbénulás (poliomielitisz) megelőzésére használnak. Az egyik típusa inaktivált poliovírust alkalmaz, ezt injekció formájában adják be (IPV), míg a másik, gyengített poliovírust tartalmazó fajtáját szájon át adják (OPV). Az Egészségügyi Világszervezet ajánlása szerint minden gyermeket be kell oltani gyermekbénulás ellen. A két vakcinának köszönhetően a gyermekbénulás a világ legtöbb tájáról eltűnt, az esetek számát évről évre csökkentve a becslések szerint 1988-ban körülbelül 350 000 eset volt, míg 2014-ben pedig csupán 359.
Az inaktivált vírust tartalmazó vakcinák nagyon biztonságosak. Az injekció beadásának helyén enyhe bőrpír vagy fájdalom jelentkezhet. A szájon át beadott oltóanyag esetében egy millióból háromszor maga az oltóanyag vált ki bénulást. Mindkét oltástípus általában biztonságosan beadható várandós nőknek, illetve az AIDS-szel fertőzött, de egyébként egészséges embereknek is.
A gyermekbénulás elleni első védőoltás inaktivált vírust tartalmazott. Kifejlesztése Jonas Edward Salk nevéhez fűződik, és 1955-ben kezdték alkalmazni. A szájon át beadandó oltóanyagot Albert Bruce Sabin fejlesztette ki, és 1961-ben került kereskedelmi forgalomba. Az oltóanyag szerepel az Egészségügyi Világszervezet alapvető gyógyszereket tartalmazó listáján, amely az egészségügyi alapellátásban szükséges legfontosabb gyógyszereket sorolja fel.

## Fordítás
- Ez a szócikk részben vagy egészben  a   Polio vaccine című angol Wikipédia-szócikk ezen változatának fordításán alapul.  Az eredeti cikk szerkesztőit annak laptörténete sorolja fel. Ez a jelzés csupán a megfogalmazás eredetét és a szerzői jogokat jelzi, nem szolgál a cikkben szereplő információk forrásmegjelöléseként.